# Psalm 130
Psalm 130 is een psalm uit Psalmen in de Hebreeuwse Bijbel (in de Griekse Septuagint en de Latijnse Vulgaat Psalm 129). De psalm is ook wel bekend onder de aanhef De profundis, "(van)uit de diepten" en is een smeekbede van de mens tot God. Het is een van de bedevaartspsalmen en boetepsalmen.
In de Rooms-Katholieke traditie wordt deze psalm vaak gebeden voor een overledene en de aanhef ervan wordt vaak gebruikt als epitaaf.

## Muziek
Psalm 130 is meermaals in het Nederlands berijmd op de melodieën van het Geneefs Psalter (Psalmberijming van 1773, berijming van 1967, De Nieuwe Psalmberijming).
De psalm is vaak door componisten op muziek gezet, bijvoorbeeld door Josquin Desprez, Orlandus Lassus, Jan Pieterszoon Sweelinck, Johann Sebastian Bach, Felix Mendelssohn Bartholdy, Franz Liszt (als 'instrumentale psalm'), Edward Elgar, Charles Hubert Parry, Mikalojus Konstantinas Čiurlionis, Marcel Dupré, Arnold Schönberg, Arthur Honegger (ondertitel van het tweede deel van zijn derde symfonie Liturgique), Lili Boulanger en Arvo Pärt.
Marcel Koning en Luca Genta hebben voor de Nederlandse christelijke band Sela de Psalm 130:5-6 - in de vertaling van de Nieuwe Bijbelvertaling - op melodie gezet. Het lied heet 'Verwachten'. Psalmen voor Nu bracht Psalm 130 onder de titel 'Uit De Diepte Roep Ik U'. De tekst is van Rien van den Berg (1970) en de muziek is van Sergej Visser (1972). Deze uitvoering is ook in diverse andere muziekbundels opgenomen, zoals het Nieuwe Liedboek en Op Toonhoogte van de HGJB. The Psalm Project kwam met een weer andere melodie en tekst tot het lied met de titel 'Red Mij Heer'.